# خافيير لكس
خافيير لكس (بالإسبانية: Javier Lux)‏ هو لاعب كرة قدم أرجنتيني في مركز الوسط، ولد في 10 يوليو 1977 في Carcarañá ‏ في الأرجنتين. لعب مع أرسنال ساراندي وانيستتوتو وإستوديانتيس دي لا بلاتا وبانفيلد وتاليريس كوردوبا ونادي أتليتيكو بيلغرانو ونادي راسينغ.